# József Háda
József Háda (* 2. März 1911 in Budapest; † 11. Januar 1994 ebenda) war ein ungarischer Fußballspieler und -trainer auf der Position des Torwarts.

## Werdegang
Der gebürtige Budapester József Háda machte seine ersten fußballerischen Schritte beim Budapest-Rákosfalvai SC. Im Jahr 1929 wechselte er 18-jährig zu Ferencváros Budapest, wo er beinahe seine gesamte Spielerkarriere verbrachte. 1930 stieg er von der Jugendabteilung des Klubs in die Herrenmannschaft auf und bestritt für diese bis 1939 insgesamt 138 Ligaspiele. Mit Ferencváros gewann Háda drei Ungarische Meisterschaften, zweimal den Ungarischen Pokal sowie unter Emil Rauchmaul den Mitropapokal 1937. Zwischen 1939 und 1941 war er für den Gamma FC aus Budafok aktiv, danach beendete er seine Spielerkarriere.
Für die Ungarische Fußballnationalmannschaft absolvierte Háda zwischen 1932 und 1938 16 Partien. Er nahm an den Weltmeisterschaften 1934 und 1938 teil und agierte zumeist als Nummer 2 hinter Antal Szabó. Sein einziges WM-Spiel absolvierte er 1938 im Achtelfinale (1. Runde) beim 6:0 gegen Niederländisch-Indien. Dieses war zugleich sein letztes Länderspiel. Ungarn unterlag im Finale dem Titelverteidiger Italien mit 2:4.
Nach Ende seiner aktiven Laufbahn war Háda als Trainer aktiv. Nach Engagements bei unterklassigen Klubs in Ungarn war er ab der zweiten Hälfte der 1950er-Jahre in Afrika tätig. Zwischen 1957 und 1959 trainierte er die Sudanesische Fußballnationalmannschaft, und 1960/61 den äthiopischen Verein Imperial Bodyguard Club. Später leitete eine Druckerei. In den 1970er Jahren zog er nach England. Im Jahr 1985 besuchte Háda nach 28 Jahren Abwesenheit wieder seine Heimat Ungarn. Er starb im Januar 1994 im Alter von 82 Jahren in seiner Heimatstadt Budapest, wo er auf dem Farkasréti temető begraben liegt.

## Erfolge
- Ungarischer Meister: 1931/32, 1933/34, 1937/38
- Ungarischer Pokalsieger: 1932/33, 1934/35
- Mitropapokalsieger: 1937
- Zweiter der Fußball-Weltmeisterschaft 1938